# O Sonho do Tio
O Sonho do Tio (em russo: Дядюшкин сон, filho de Dyadyushkin) é uma novela de 1859 do escritor russo Fiódor Dostoiévski. A primeira obra de Dostoiévski após uma longa pausa, a novela foi escrita durante a estada do autor em Semipalatinsk. Foi publicado pela primeira vez na revista russa Russkoye Slovo (1859, nº 3).
Trata-se de uma paródia do texto História da Grandeza e da Decadência de César Birotteau de Balzac.